# FNS27時間テレビ (2014年)
『武器はテレビ。 SMAP×FNS 27時間テレビ』（ぶきはテレビ。 スマップ×エフエヌエス にじゅうななじかんテレビ）は、フジテレビ系列で2014年7月26日（土曜日）18:30 - 7月27日（日曜日）20:54（JST）まで生放送された28回目となる『FNS27時間テレビ』。

## 概要
フジテレビ開局55周年記念番組であり、『FNS27時間テレビ』初にして唯一SMAP全員が総合司会を務めた。
この年は冠番組でもあるSMAP×SMAPをベースに製作され、『FNS27時間テレビ』の前に司会者の冠がついた史上初の生放送となった。番組ロゴは、2の鏡文字がSMAPのSの代用になっている。
前回は7月に「第23回参議院議員通常選挙」の開票特番や「東アジアカップ2013」中継の影響で8月3日・8月4日に放送されたが、今回は通常通りに7月下旬の放送となった。
この放送後に行われた全国ツアー『Mr.S "saikou de saikou no CONCERT TOUR"』では、本番組の番宣映像を基にしたジャンクション映像『JUNCTION（TELEVIMAN）』が上映された。

## 出演者

### 総合司会
- SMAP
  - 中居正広
  - 木村拓哉
  - 稲垣吾郎
  - 草彅剛
  - 香取慎吾

※ 中居はナインティナインと共に担当した2011年以来の3年ぶり7回目、香取は孫悟空として担当した2007年以来の7年ぶり2回目、木村・稲垣・草彅の3人は初担当だが、中居・草彅・香取は2012年に笑っていいとも!レギュラーとしてフル出演（草彅は100kmマラソンに挑戦）しており、フル出演としては2年ぶりとなる。

### 進行アナウンサー
- 佐野瑞樹（フジテレビアナウンサー）
- 榎並大二郎（フジテレビアナウンサー）
- 加藤綾子（フジテレビアナウンサー※当時）

### 『おじゃインフォ』（インフォメーションコーナー）MC
- 山崎弘也（アンタッチャブル）
- 劇団ひとり（山崎不在時の代役）
  - 番組の要所要所で、それぞれのコーナーの終了後に、山崎または劇団より4択のdボタンクイズが出題された。

## 番組テーマソング
番組全体のテーマソングはSMAPの「Top Of The World」だが、各コーナー毎に違うSMAPの楽曲が使用されている。コーナー名についてはメイン企画やその他の企画・コーナーも参照のこと。

## 企画・コーナー

### メイン企画
FNS27局共同企画 SMAPよりアイドルな!? ご当地SMAP選手権
- 湾岸スタジオ・M2スタジオ「キムスタ」MC：木村拓哉 補佐：香取慎吾、草彅剛
- 湾岸スタジオ・M4スタジオ「ゴロスタ」MC：稲垣吾郎 補佐：中居正広
- M2スタジオの審査員：雨上がり決死隊（宮迫博之・蛍原徹）、角野卓造、ベッキー、ざわちん、劇団ひとり
- M4スタジオの審査員：リリー・フランキー、おぎやはぎ（小木博明・矢作兼）、ローラ、木下優樹菜、ブラックマヨネーズ（小杉竜一・吉田敬）、
- FNS各局代表の一般人やアナウンサーなどが5人一組の「ご当地SMAP」となってSMAPの楽曲を特技や郷土芸能などを交えながらパフォーマンスする。

ざわちんの27時間ものまねメイクマラソン
- 出演：ざわちん
- リポーター：渡部建（26日夜〜27日早朝、アンジャッシュ）、田淵裕章（27日午後、フジテレビアナウンサー）
- 松本人志（ダウンタウン）、藤ヶ谷太輔（Kis-My-Ft2）、ベッキー、北川景子、SMAP全員（主に中居）のものまねメイクに挑戦。

### その他の企画・コーナー
グランドオープニング
- 生前葬という設定でSMAPメンバーと親しい有名人が、弔辞という設定でSMAPへの思いを語った後、SMAPメンバーへ質問。その後、FCGビルV4スタジオ前室大道具通路に設置された巨大遺影の前でメンバーが1人ずつ答える。5人が答え終わった後、スティーヴィー・ワンダーからのメッセージを放送し、質問に1人ずつ答えた後、タイトルコール。生放送に切り替わり、過去の『FNS27時間テレビ』のVTRや企画を紹介する。
  - 原辰徳監督から中居に質問したテーマが森且行が脱退した件だったため、これをきっかけに脱退後長らくタブーとなっていた森且行の扱いが緩和されることとなる。
  - VTR出演：原辰徳（読売ジャイアンツ監督）（中居への質問）、太田光（爆笑問題）（木村への質問）、林真理子（稲垣への質問）、渡辺えり（草彅への質問）、三谷幸喜（香取への質問）、スティーヴィー・ワンダー（全員への質問）

ドキッ! めちゃ2SMAP 男だらけの水泳大会
- めちゃ組：ナインティナイン（岡村隆史・矢部浩之）、よゐこ（濱口優・有野晋哉）、加藤浩次、敦士、ジャルジャル（後藤淳平・福徳秀介）、三中元克、江頭2:50（助っ人ゲスト）
- 時間繋ぎの歌謡ショー：オアシズ（光浦靖子・大久保佳代子）、たんぽぽ（川村エミコ・白鳥久美子）
- スペシャル行司：山崎弘也
- 進行・実況：佐野瑞樹、榎並大二郎（共にフジテレビアナウンサー）
- なお、めちゃイケメンバーで雛形あきこ・鈴木紗理奈・武田真治・重盛さと美の4人は出演しなかった。
- 「因縁の相手」と勝手に決めつけられたSMAPとめちゃイケ男子メンバーによる水泳対決。ビーチフラッグス・水上綱引き・水上大相撲・潜水・競泳リレーで争い、最終的に負けたチームの代表者1名が丸坊主にするという賭けを実施。最終結果は145対95でめちゃ組の勝利となったものの、SMAP全員の土下座を見た矢部のとりなしにより坊主は免れた。
- 得点経過は以下の通り→第1競技のビーチフラッグスでめちゃ組が4勝・スマ組が1勝を挙げてめ・40対ス・10でスタート。第2競技の綱引きでスマ組が50Ptsを取ってス・60対め・40で逆転し前半終了。後半最初の第3競技の大相撲ではめちゃ組が2勝・スマ組が1勝を挙げてこの競技だけで言うとめちゃ組が40点／スマ組が20点を挙げて合計得点で80対80と全くの同点となった。第4競技の潜水対決では引き分けとなった為に30点は15点ずつ・両チームに入り95対95で最終決戦のリレー対決でめちゃ組が勝利。50Ptsを獲得して145対95でめちゃ組の勝利となった。

スペシャルドラマ『俺たちに明日はある』
- 内容は、現実世界で噂されては否定している「SMAP解散説」をシミュレーションしたものを密着取材形式のモキュメンタリーとしてドラマにしている[2]。SMAP全員出演のドラマは2010年の密着ドキュメンタリードラマ『「毒トマト殺人事件」SMAPに内緒でドラマ作っちゃいましたSP』以来約4年ぶりで、フジテレビでは2004年の『X'smap〜虎とライオンと五人の男〜』以来約10年ぶりとなる（この箇所は一部を除き事前収録）。
- 豪華ゲスト77人
- 和田アキ子、笑福亭鶴瓶、明石家さんま、唐沢寿明、市川海老蔵、北川景子、八嶋智人、濱田岳、杉本哲太、小日向文世、
- 松重豊、吉田羊、正名僕蔵、勝矢、谷原章介、北村一輝、西村雅彦、上戸彩、玉森裕太（Kis-My-Ft2）、
- AKB48グループ（渡辺麻友・指原莉乃・柏木由紀・松井珠理奈・島崎遥香・高橋みなみ・小嶋陽菜・宮脇咲良・宮澤佐江・横山由依・峯岸みなみ）
- 浅野ゆう子、石田純一、東国原英夫、ピーコ、デヴィ・スカルノ、大竹しのぶ、久本雅美、テリー伊藤、さまぁ〜ず（三村マサカズ・大竹一樹）、関根勤、今田耕司、千原ジュニア（千原兄弟）、
- キャイ〜ン（ウド鈴木・天野ひろゆき）、小倉智昭、菊川怜、梅津弥英子（フジテレビアナウンサー）、
- 内田嶺衣奈（フジテレビアナウンサー）、設楽統（バナナマン）、風見しんご、LiLiCo、井戸田潤（スピードワゴン）、
- 山﨑夕貴（フジテレビアナウンサー）、倉田大誠（フジテレビアナウンサー）、氣志團、ゴールデンボンバー、森山直太朗、
- ユースケ・サンタマリア、大久保佳代子、黒沢かずこ（森三中）、友近、椿鬼奴、澤部佑（ハライチ）、武井壮、野呂佳代、
- 磯野貴理子、IKKO、亀山千広（フジテレビ代表取締役社長で制作総指揮兼任）、中島哲也、駒井千佳子、山崎弘也、おぎやはぎ、宮迫博之、
- ベッキー
- フジテレビで実際に放送されている情報番組（『とくダネ!』・『ノンストップ!』）や、スポーツ紙・週刊誌など実際に発行されている刊行物がSMAPの解散騒動を報道する設定でこのドラマ内に登場、さらに、解散騒動に翻弄される現場として、日本テレビ『ザ!世界仰天ニュース』、テレビ朝日「『ぷっ』すま」・『信長のシェフ』、TBS『ゴロウ・デラックス』、TOKYO FM『木村拓哉のWhat's UP SMAP!』の収録風景での様子も放送した。
- また、このコーナーに限りテレビ大分でも後日遅れネットされた。
- 2016年の「SMAP解散騒動」との関係は無く、完全フィクション作品である。

27時間ナショー
- MC：東野幸治、三田友梨佳（フジテレビアナウンサー）
- スタジオコメンテーター：松本人志、木村拓哉、稲垣吾郎、草彅剛、中居正広（席順）
- 出演：井上公造、前園真聖、犬塚浩、駒井千佳子、長谷川まさ子
  - 香取はこの間テレビ朝日系『SmaSTATION!!』に生出演していた。SmaSTATION!!の生放送が終了した後（24:12頃）にテレ朝本社スタジオからの中継があり、途中からスタジオに合流し参加した。

さんま・中居の今夜も眠れない
- MC：明石家さんま、中居正広
- 進行：西山喜久恵（フジテレビアナウンサー）
- お台場特設会場生中継（船の科学館プール）：太鼓田ドン・火薬田ドン・ジャニー喜多ノ川（ビートたけし）、香取慎吾、岡村タカシ（ナインティナイン岡村隆史）
- 絶対にハニートラップをかけないセクシー女優さんの携帯番号をゲットしよー!のコーナー：木村拓哉、榎並大二郎（フジテレビアナウンサー）、初美沙希、さとう遥希、桜井あゆ、友田彩也香、古川いおり、水城奈緒、二宮ナナ、有村千佳
- 都内移動生中継（東京メトロ某駅入口前など）：稲垣吾郎、草彅剛
- 生電話出演：深津瑠美
- 特別メッセージ（録音）：早見沙織（アニメ「あの日見た花の名前を僕達はまだ知らない。」の鶴見知利子役）
- すぽると!：宮澤智、内田嶺衣奈（いずれもフジテレビアナウンサー）

スマップBUSAIKU!?
- MC：北山宏光（Kis-My-Ft2）
- 出演：SMAP、Kis-My-Ft2（北山宏光、玉森裕太、藤ヶ谷太輔、宮田俊哉、横尾渉、二階堂高嗣、千賀健永）
- ジャッジゲスト：有吉弘行、大久保佳代子
- 相手役ゲスト：大島優子、川口春奈
- 進行：佐野瑞樹（フジテレビブサイクアナウンサー）
- コーナーの最初には、オープニングアクトとして、舞祭組が「てぃーてぃーてぃーてれって てれてぃてぃてぃ 〜だれのケツ〜」を生披露。
- SMAP5人とキスマイ7人による生演技でのカッコイイ対応対決。抽選で選ばれた人が相手役（前半6人は川口・後半6人は大島）とともに与えられたお題に即興で対応する。それを観客80人（1人1点）と有吉・大久保（1人10点満点）で評価。順位によってチョーカッコイイ（1位）→ケッコウカッコイイ（2・3位）→カッコイイ（4・5位）→フツウ（6・7位）→ヤバイ（8位）→ケッコウヤバイ（9位）→ブサイク（10・11位）→チョーブサイク（最下位）に分けられる。結果はチョーカッコイイ第1位が木村(SMAP)、チョーブサイク最下位は宮田(キスマイ)となった。キスマイBUSAIKU!?#キスマイBUSAIKUランキングも参照。

めざまし朝風呂
- MC：三宅正治・生野陽子・加藤綾子（いずれもフジテレビアナウンサー）
- 出演：三田友梨佳・山﨑夕貴（いずれもフジテレビアナウンサー）、港浩一[注釈 3]、ダチョウ倶楽部（肥後克広・上島竜兵・寺門ジモン）、山崎弘也
- 番組が大体、折り返し地点となるこのコーナーでは、『めざましテレビ』から番組前半でお疲れのSMAPへ日本各地の温泉湯が5つ用意された。温泉に入って疲れを癒してもらい、残りの番組後半を頑張ってもらう目的で行われた。
- 湾岸スタジオ屋上にコーナー限定で温泉が設置された。コーナーオープニングや天気予報のテーマ曲は「さかさまの空」が使用された。
- 温泉は全国の名湯から計5か所の温泉が登場した。石川の山代・秋田の乳頭・兵庫の有馬・熊本の黒川そして愛媛の道後の各温泉で用意した[注釈 4]。
- 「きょうのわんこ」ではSMAP5人が「わんこ」として紹介された。
- おじゃインフォもめざまし朝風呂のコーナーの直前に限り湾岸スタジオ屋上の屋外より、直後はめざまし朝風呂のセット前より行った。

ごちそう BISTRO SMAP
- 出演：坂上忍、今田耕司、馬場裕之（ロバート）、高橋尚子、荒川静香  シェフ着の色 坂上・黒、今田・紫、馬場・白、高橋・オレンジ、荒川・ピンク
- 今回はシェフがゲスト、SMAPが試食判定する客（但しオーダーの呼び鈴はBISTRO SMAPオーナーの中居）。「このあとも元気になる料理」をオーダー。[注釈 5]

タモリ×SMAP
- 出演：タモリ、柳原可奈子、指原莉乃、山崎弘也
- タモリが2014年3月31日の『笑っていいとも! グランドフィナーレ 感謝の超特大号』以来、約4ヶ月ぶりにフジテレビの番組及び生放送番組に出演。
  - 柳原・指原・山崎は元いいとも!レギュラーからの出演。
- 和風セットでタモリ行きつけのそば屋がフジテレビに出張し、SMAPにそばを振る舞った。
- 疲労がたまった5人はタモリの提案で地べたに寝転んで数分仮眠し、その間はタモリとそば屋の職人がそばに関する薀蓄で場をつないだ。
- いいとも終了後の4ヶ月たった現在のスタジオアルタのVTRも流された。
- コーナー終盤に、草彅・木村がギター演奏で「ウキウキWatching」を披露しSMAP全員で歌唱した。

生でハッピーサプライズ!
- 出演：慎吾ママ（香取）、山崎弘也、タカアンドトシ（タカ・トシ）、千原ジュニア、キャイ〜ン（ウド鈴木・天野ひろゆき）
- 東京都内で開催された、依頼者の友人で新婦・さやかさん（「学年ビリのギャルが1年で偏差値を40上げて慶應大学に現役合格した話」主人公、通称:ビリギャル）の結婚披露宴に潜入しサプライズ参加。芸人たちによるカメラマン変装潜入を経て、披露宴のメッセージコメントとして生放送中のSMAP（現場にいる香取を除く）が登場し、さらに会場に慎吾ママが登場し祝った。

競馬中継
- 出演：福原直英（フジテレビアナウンサー）、大島麻衣
- エルムステークス（GIII）をグランドオープンしたばかりの札幌競馬場から実況生中継。なお、競馬中継はBSフジ[注釈 7]でも対応[注釈 8]。
- 優木まおみは4月から産休中のために、大島麻衣が解説代行を務めた。

生さんタク
- MC：明石家さんま、木村拓哉
- 進行：榎並大二郎（フジテレビアナウンサー）
- 出演：中居正広、稲垣吾郎、草彅剛、香取慎吾
- 冒頭に札幌競馬場よりエルムステークスの配当を発表。[注釈 9]
- 次の企画のため、さんまが榎並アナに天候を聞こうとしたところ、雨天の為掃除していた榎並アナが湾岸スタジオ屋上特設冬の世界セットを、さんまや木村が行く前にネタバレするハプニングもあった。
- 木村が湾岸スタジオ屋上特設冬の世界セットに用意してあったノコギリやかき氷機の電源用エアロバイクを用いてかき氷を作った。また、SMAPノンストップLIVE!!!のオープニングPVを、SMAPがペンギン着ぐるみの格好をして、明石家さんま監督のもと、湾岸スタジオ屋上特設冬の世界セットで撮影。
  - 『Mr.S "saikou de saikou no CONCERT TOUR"』内の映像『JUNCTION (Mission)』ではさんまがゲスト出演し、「ペンギンのせいで(疲労がたまりノンストップLIVEが)大変だった」とSMAPに苦情を言われるシーンが制作された。

『未定』企画
- SMAPメンバー5人だけのトーク企画。カメラ（カメラマン不在で機材だけ）、カメラスイッチャー（機材のみ）、ホワイトボード、椅子、机などしかない部屋（セットが組まれていないFCGビルV3スタジオ）で、サザエさんまで約50分の時間に渡り、トークや視聴者の投票によるドッキリ[注釈 10]、極楽部屋までの障害物競走を行ったが、FCGビル24階コリドール途中で鳥刺しSMAP(#メイン企画参照)の妨害に遭った所でサザエさんへ画面が強制的に切り替わった。
- コーナー冒頭でインフォメーションコーナーの加藤綾子アナが前述のセットが組まれていない部屋のSMAPへ、SMAP全国ツアー「Mr.S "saikou de saikou no CONCERT TOUR"」の開催を告げた。

サザエさん
- オープニングテーマ『サザエさん』はこの回に限り、3番をSMAPが歌唱した。本編3話目『笑顔のレシピ』（作品No.7148）にキッチンカーで全国を回っているコック5人としてメンバーの名前もほぼそのまま（カタカナ）で登場し、エプロンのネクタイの色も「BISTRO SMAP」で使用している物と同じである。中居は2011年以来3年ぶりの、木村・稲垣・草彅・香取は「サザエさん」初出演となった。波平が茶風林に変更され、初の27時間TVとなった。

怒涛の超豪華27曲45分3秒! SMAPノンストップLIVE!!! SUPER MEMORIAL ADRENALIN PARTY
- スペシャルプレゼンター（オープニングアクト・前説）：爆笑問題（太田光・田中裕二）
- 観客席オーディエンスゲスト：森脇健児、森口博子、指原莉乃（HKT48）、キャイ〜ン（ウド鈴木・天野ひろゆき）、劇団ひとり
- ライブ前の煽りVTRで、SMAPの新機軸キーワードと番組ダイジェスト、前述のさんま監督のペンギンSMAPVTRが流れた。
- メドレーの前に、前述のdボタンクイズで「ノンストップライブでラストに歌う曲は?」という4択問題が出題された。選択肢は「Joy!!」「Can't Stop!! -LOVING-」「ありがとう」「オリジナル スマイル」（太字が正解）だった。
- 前述の「FNS27局共同企画 SMAPよりアイドルな!?ご当地SMAP選手権!」で優勝した岡山放送代表ご当地SMAPの男子新体操SMAPと共演。
- 2013年9月9日に放送された『SMAP×SMAP』でも類似コーナーが行われたが、メドレーの長さではこちらの方が長い。
- 当番組の放送の翌日である同年7月28日の『SMAP×SMAP』と2016年12月26日放送の『SMAP×SMAP』の最終回において、再放送が行われた（一部の曲はカット）。

グランドフィナーレ
- VTRメッセージ[注釈 11]：笑福亭鶴瓶、ナインティナイン（岡村隆史・矢部浩之）、松本人志、明石家さんま、ビートたけし、タモリ
- SMAPがノンストップLIVEを終えた後、「最後まで汗をかいてもらう」としてライブ会場からフジテレビ社屋まで歩いて戻ることに。その最中に上記のVTRメッセージと元メンバーの森且行からSMAP5人のメンバーへの直筆の手紙が紹介された[3][4]。スタジオ到着後、新人アナウンサーによるスポンサー読み後、メンバーからの終わりの挨拶、「BANG! BANG! バカンス!」のラスト同様に5人による記念撮影を行い番組が終了した。
- 2014年度フジテレビ新人アナ披露　スポンサー読み：大村晟、永島優美（フジテレビ新人アナ披露で2人の提供読みが行われたのは27年間の歴史上で初めてのこと。BGMは服部克久の「虹」が使われた。）
- 立会人：牧原俊幸（フジテレビ アナウンス室専任局長／3年連続）

## ゲスト
- 原辰徳
- 太田光（爆笑問題）
- 林真理子
- 渡辺えり
- 三谷幸喜
- スティーヴィー・ワンダー
- ざわちん
- 渡部建（アンジャッシュ）
- ナインティナイン（岡村隆史・矢部浩之）
- よゐこ（濱口優・有野晋哉）
- 加藤浩次（極楽とんぼ）
- 敦士
- ジャルジャル（後藤淳平・福徳秀介）
- 三中元克
- 江頭2:50
- オアシズ（光浦靖子・大久保佳代子）
- たんぽぽ（川村エミコ・白鳥久美子）
- 和田アキ子
- 笑福亭鶴瓶
- 明石家さんま
- 唐沢寿明
- 市川海老蔵
- 北川景子
- 八嶋智人
- 濱田岳
- 杉本哲太
- 小日向文世
- 松重豊
- 吉田羊
- 正名僕蔵
- 勝矢
- 谷原章介
- 北村一輝
- 西村雅彦
- 上戸彩
- 玉森裕太（Kis-My-Ft2）
- AKB48（渡辺麻友[注釈 12]・指原莉乃[注釈 12]・柏木由紀・松井珠理奈[注釈 12]・島崎遥香[注釈 12]・高橋みなみ[注釈 12]・小嶋陽菜[注釈 12]・宮脇咲良[注釈 12]・宮澤佐江[注釈 12]・横山由依[注釈 12]・峯岸みなみ[注釈 12]）
- 浅野ゆう子
- 石田純一
- 東国原英夫
- ピーコ
- デヴィ・スカルノ
- 大竹しのぶ
- 久本雅美
- テリー伊藤
- さまぁ〜ず（三村マサカズ・大竹一樹）
- 関根勤
- 今田耕司
- 千原ジュニア（千原兄弟）
- キャイ〜ン（ウド鈴木・天野ひろゆき）
- 小倉智昭
- 菊川怜
- 梅津弥英子（フジテレビアナウンサー）
- 内田嶺衣奈（フジテレビアナウンサー）
- 設楽統（バナナマン）
- 風見しんご
- LiLiCo
- 井戸田潤（スピードワゴン）
- 山﨑夕貴（フジテレビアナウンサー）
- 倉田大誠（フジテレビアナウンサー）
- 氣志團（綾小路翔・早乙女光・西園寺瞳・星グランマニエ・白鳥松竹梅・白鳥雪之丞）
- ゴールデンボンバー（鬼龍院翔・喜矢武豊・歌広場淳・樽美酒研二）
- 森山直太朗
- ユースケ・サンタマリア
- 大久保佳代子（オアシズ）
- 黒沢かずこ（森三中）
- 友近
- 椿鬼奴
- 澤部佑（ハライチ）
- 武井壮
- 野呂佳代
- 磯野貴理子
- IKKO
- 亀山千広（フジテレビ代表取締役社長、製作総指揮兼任）
- 中島哲也
- 駒井千佳子
- おぎやはぎ（小木博明・矢作兼）
- 宮迫博之（当時・雨上がり決死隊）
- ベッキー
- 東野幸治
- 三田友梨佳（フジテレビアナウンサー）
- 松本人志（ダウンタウン）
- 井上公造
- 前園真聖
- 犬塚浩
- 長谷川まさ子
- 西山喜久恵（フジテレビアナウンサー）
- ビートたけし
- 岡村隆史（ナインティナイン）
- 初美沙希
- さとう遥希
- 桜井あゆ
- 友田彩也香
- 古川いおり
- 水城奈緒
- 二宮ナナ
- 有村千佳
- 深津瑠美
- 宮澤智（フジテレビアナウンサー）
- 内田嶺衣奈（フジテレビアナウンサー）
- Kis-My-Ft2（北山宏光・千賀健永・宮田俊哉・横尾渉・藤ヶ谷太輔・玉森裕太・二階堂高嗣）
- 有吉弘行
- 大島優子
- 川口春奈
- 雨上がり決死隊（宮迫博之・蛍原徹）
- 角野卓造
- リリー・フランキー
- ローラ
- 木下優樹菜
- ブラックマヨネーズ（小杉竜一・吉田敬）
- 三宅正治（フジテレビアナウンサー）
- 生野陽子（フジテレビアナウンサー）
- 港浩一（当時フジテレビ常務取締役。現在は共同テレビジョン代表取締役社長）
- ダチョウ倶楽部（肥後克広・上島竜兵・寺門ジモン）
- 坂上忍
- 馬場裕之（ロバート）
- 高橋尚子
- 荒川静香
- タモリ
- 柳原可奈子
- 指原莉乃（当時・HKT48）
- 田淵裕章（フジテレビアナウンサー）
- 慎吾ママ（香取慎吾）
- タカアンドトシ（タカ・トシ）
- 千原ジュニア（千原兄弟）
- 福原直英（フジテレビアナウンサー）
- 大島麻衣
- 爆笑問題（太田光・田中裕二）
- 森脇健児
- 森口博子

出演順

## 視聴率
ビデオリサーチ調べ・関東地区・世帯
番組全体平均視聴率は、関東地区が13.1%、関西地区が13.9%。
番組瞬間最高視聴率は、関東地区は27日 18:46のアニメ「サザエさん」で磯野家からSMAPが帰る場面と、同日 20:02のSMAPによるスペシャルライブ終了直後のリーダーの中居正広がコメントした時の23.8%、関西地区は26日 21:03の江頭2:50が登場し潜水対決で引き分けに終わった24.1%だった。
コーナー別視聴率（下記参照・関東地区）
| 視聴率 | 集計時間            | コーナー名                                                                       |
| ------ | ------------------- | -------------------------------------------------------------------------------- |
| 09.6%  | 26日 18:30 - 19:00  | SMAP生前葬〜グランドオープニング                                                 |
| 15.6%  | 26日 19:00 - 21:45  | オープニングトーク〜27時間テレビ名場面集〜ドキッ! めちゃ²SMAP 男だらけの水泳大会 |
| 15.3%  | 26日 21:45 - 23:10  | スペシャルドラマ「俺たちに明日はある」                                           |
| 12.9%  | 26日 23:10 - 翌1:15 | 27時間ナショー                                                                   |
| 08.0%  | 27日 1:15 - 5:00    | さんま・中居の今夜も眠れない〜スマップBUSAIKU!?                                  |
| 06.5%  | 27日 5:00 - 6:00    | スマップBUSAIKU!?                                                                |
| 11.4%  | 27日 6:00 - 9:30    | めざまし朝風呂〜SMAPよりアイドルな!? ご当地SMAP選手権                            |
| 13.9%  | 27日 9:30 - 11:20   | SMAPよりアイドルな!? ご当地SMAP選手権                                            |
| 13.9%  | 27日 11:20 - 14:20  | ごちそう BISTRO SMAP〜タモリ×SMAP                                                |
| 13.6%  | 27日 14:20 - 18:30  | 生でハッピーサプライズ!〜生さんタク〜『未定』企画                                |
| 20.5%  | 27日 18:30 - 20:54  | サザエさん〜SMAPノンストップLIVE!!!〜グランドフィナーレ                          |

## スタッフ
[FNSの日 制作実行委員会]
- - 実行委員長：田村敬
  - 副委員長：小川晋一
  - 事務局長：神戸慎司
  - 事務局次長：夏野亮
  - ネットワーク部：藤原和弥、中島仁、佐藤真紀子、三原慧悟
  - 編成部：石川綾一、原大輔、加藤達也
  - 広報部：小中ももこ、片山正康
  - 広告宣伝部：鈴木文太郎、佐藤未郷
  - 営業推進部：神崎素子、増子知希、林英美
  - アナウンス室：牧原俊幸、佐久間茂
  - 総務サービス部：板倉格人
  - 防災センター：鈴木和芳
  - データ放送：清水淳司、腰塚悠、勝又隆行、名倉博明
  - ホームページ：藤井辰哉、大枝史典、根橋安曇
  - モバイル：三木絵里加、古屋華子
  - 湾岸スタジオ：加茂裕治
- 構成：鈴木おさむ、石原健次、大井洋一
- 作家：鈴木工務店、樋口卓治、小川浩之、そーたに、くらなり、松田敬三、金森直哉/大井達朗、岩本哲也、さだ、佐藤大地、中藤洋、松井洋介、宮丸直子、向山佳綱、本松ユリ、樅野太紀、山内正之、横田俊介、横山雄一郎

〈フジテレビ技術〉
- - 技術プロデューサー：長田崇
  - TD・SW：斉藤伸介、伊澤明男、岩田一巳、桶田昌利、河西純、小林錦司、小林光行、斎藤雄一、高瀬義実、高田治、高柳瑛子、田原健二、中市友、永野進、西川明音、藤本伸一、藤本敏行、藤谷治男、松井光太郎、宮崎健司、村川正晃、米山和孝、和田篤
  - 中継TD：槌谷聡
  - カメラ：三村純一、秋山勇人、磯前裕之、上田容一郎、小川利行、小澤義紀、河野昌寿、小池悟志、澤田浩、白坂典義、田辺絢一、辻稔、長瀬正人、藤江雅和、前田正道、宮内雄輝、宮本直也、村上俊介、森内一行、山田充弘、横山政照、若林茂人
  - 映像：末永丈士、安藤悠人、池川秀彦、井上貴人、郡司洋、神宮みほ、鈴木健司、高木稔、高橋正直、竹内貴志、武田和浩、土井理沙、橋本靖、原啓教、藤崎康広、松本賢二、水野博道、山下悠介、横井甲児
  - 音声：鈴木岳登、石川剛、石原雄一、浮所哲也、太田宗孝、加瀬悦史、片山勇、河野弘幸、菊池道元、小清水健治、澤津橋武志、鈴木洋介、高橋幸則、竹下博英、谷川宏輝、谷保明、福田暁史、本間祥吾、松尾浩司、松原瑞貴、元山拓巳、森田篤、山田公次郎
  - 照明：小林敦洋、杉本雄亮、穴田健二、安藤雄郎、岩村信夫、大竹康裕、大野遥平、川勝大輔、川田敦史、佐々木祐輔、佐藤博樹、中原淳一、西野大介、堀江泰輔、嶺岸一彦、本澤啓史、八木原伸治、渡辺啓史
  - 回線：秋信真太郎
  - 放送部：宮原広、野場敏裕
  - IT技術：飯田智之
  - 技術協力：fmt、共同テレビ、ニューテレス、放映サービス、明光セレクト、SIS、バンセイ、ダブルビジョン、ファブコミュニケーションズ、フジアール、テクト、インターナショナルクリエイティブ、黒澤フィルムスタジオ、サークル 
    - フジテレビ・オール技術スタッフ

〈フジテレビ美術〉
- - 美術プロデューサー：三竹寛典
  - デザイン：鈴木賢太、笹朝斐、安部彩、棈木陽次、武田麻衣子、永井達也、水上啓光、邨山直也
  - 美術進行：中村秀美、内山高太郎、楫野淳司、糀田学、鈴木真吾、谷本沙紀、西嶋友里、西村貴則、林勇、平山雄大、三上貴子、村瀬大、矢野雄一郎
  - CGプロデューサー：岡本英士
  - CGディレクター：秋里直樹、木本禎子、鈴木鉄平、渡辺之雄、高橋康之
  - CGデザイン：千代祥子、一柳彩乃、山口剛、相馬揚介
  - CG送出：齋藤芳崇、宮下幸恵、高橋弘明
  - 美術協力：東宝舞台、チトセアート、シミズオクト、ヤマモリ、ナカムラ総美、エスケイシステム、輿進電化、テルミック、野沢園、京阪商会、テレフィット、神田屋、京花園、千葉洋行、東京衣裳、山田かつら、東京特殊効果、ファイバーワーク 
    - フジテレビ・オール美術スタッフ
- 編集：坂本貴志、榎本祐紀
- MA：高橋誠一郎、山岸慎一郎
- 音響効果：西野有彦、大久保吉久、多田思央美、笠松広司、高島慎太郎、高田智彰、田中寿一、長濱麻衣子、星裕介 OKK、バックヤードスタヂオ、J-WORKS、4-Legs、3×7、ヴァルス、プロジェクト80
- 編集協力：IMAGICA、共同エディット、オムニバス・ジャパン
- ドラマ「俺たちに明日はある」
  - 脚本：土田英生
  - 撮影：北山善弘、大鋸恵太
  - 撮影（別班）：山崎伸一
  - 撮影助手：金田智幸、木本勝之
  - 映像：小野寺慎一
  - 映像（別班）：吉川博文
  - 照明：清喜博二
  - 照明（別班）：平岡将仙
  - 照明助手：清水領
  - 音声：堀知也
  - 音声（別班）：竹中泰、神波哲史
  - 音声助手：中野雄一
  - 編集：松尾浩
  - 編集（別班）：柳沢竜也
  - 編集助手：青木翔子
  - ライン編集：伊藤裕之
  - ライン編集助手：千葉宜志
  - 選曲：藤村義孝
  - 音響効果：壁谷貴弘
  - MA：高橋昌之
  - 技術プロデューサー：長谷川美和
  - 技術デスク：福井悠貴
  - 美術プロデュース：三竹寛典
  - デザイン：棈木陽次
  - デザイン助手：武田麻衣子
  - 美術進行：藤野栄治
  - 装飾：福田健太郎
  - 持道具：山本恵
  - 衣装：浅見彰
  - メイク：石下谷陽平
  - 脚本協力：宇山佳祐、登米裕一
  - 撮影協力：小林裕季子
  - 制作デスク：福井奈美江
  - 演出補：三橋利行、内田貴史、齋藤和裕、黒田成美
  - 制作主任：石鍋京子、長尾美紀、大久保公路
  - 制作進行：坂口大季
  - 記録：沖宏美
  - プロデュース補：井野知美、田中慶子
  - 別班ディレクター：長瀬国博
  - ラインプロデュース：竹田浩子
  - 協力プロデュース：古郡真也
  - プロデュース：牧野正、草ヶ谷大輔
  - 演出：澤田鎌作

〈ノンストップライブ〉
- - 運営：本多宏二、田中幸治、井出禎之、白須弾
  - 舞台監督：斎藤るい、中田光一
  - 特殊効果：横山大輔
  - 音響：古田英孝、米山達也
  - TD：佐々木信一
  - SW：岡田和美
  - カメラ：小川経一
  - 映像：石井雅紀
  - 音声：高橋敬
  - PA：吉竹新
  - 照明：宗像徹真、奥山大介、鹿野功
  - 大道具：鎌田大祐
  - アートフレーム：永濱大作
  - 特殊装置：後藤佑介
  - 電飾：平野寛
  - 音楽制作：見上浩司
  - 振り付け：JUN
  - 制作スタッフ：菊岡郁枝、益田洋平
  - 演出：松永健太郎
  - 協力会社：ON THE LINE、ジャニーズファミリークラブ、キョードー東京、ユニッツ、ザ・スピングラス、シミズオクト、ビクターエンタテインメント、東京臨海副都心グループ、臨海副都心街づくり協議会、東京都港湾局
- ナレーション：橋本さとし
- 〈めざましテレビ〉角谷公英、岡崎寛行、島本講太
- 〈すぽると〉吉田昇、荻谷俊介
- 〈みんなのKEIBA〉吉田博章、青木僚平
- 〈サザエさん〉森田浩光、野﨑理、松下洋子
- 〈ポスター・CM制作〉
  - 企画・監修：権八成裕
  - アートディレクター：佐野研二郎
  - ポスター撮影：操上和美
  - CM監督：中島哲也
  - 制作プロデューサー：小佐野保
  - 制作：ギークピクチュアズ
- 〈SMAPメイク・スタイリスト〉荒川英亮、石崎達也、金田順子、菊池勲、栗田泰臣、黒澤彰乃、細見佳代、山内勝博
- 写真撮影協力：玉置順子、横山翔平
- ビストロ協力：関口智幸、酒井文彦、小高勇介、中村哲（服部栄養専門学校）、結城摂子
- 協力：デジデリック、ZEAL、TVガイド/東京ニュース通信社、学研パブリッシング 学研POTATO編集部、㈱ジャパンアクションエンタープライズ、㈱リップ、フォーミュレーション、リベラス、スタジオアルタ、手打ちそば「夢呆」、北沢産業株式会社、株式会社メイクアップコンディションズ
- 制作協力：共同テレビジョン、オイコーポレーション、BEE BRAIN、FCC、ロジック、D:COMPLEX、ガスコイン・カンパニー、ふなや、スタッフラビ/浅井企画、太田プロダクション、オスカープロモーション、オフィス北野、サンミュージック、JK企画、松竹芸能、田辺エージェンシー、プラチナムプロダクション、プロダクション人力舎、文学座、ホリプロコム、マネージメントS、よしもとクリエイティブ・エージェンシー、リベラ/ジャニーズ事務所
- バラエティ総合デスク：幸田さゆり、和田実、有馬智子、田中美智代
- タイムキーパー：髙木美紀、楮本眞澄、松下絵里、斉藤裕里、江野澤郁子、平野美紀子、山口奈保美、槇加奈子、水越理恵、海老澤廉子、星美香、石原由季、竹野幸子
- 連絡：保坂美帆
- デスク：小林琴美、富張明子、弦牧和子、古賀美由紀、宮崎由佳、五十嵐玲子、市川亜季、伊藤藍、福田有岐、若林咲子
- 車両：鈴木雅也
- 警備：佐久間浩
- 本部AD：北村高雄、佐々木崇人、金澤周太郎、新垣拓哉、小澤一人、杉野幹典、田中良樹、羅佳儀
- 本部AP：中山佳祐、小関悠介、平山顕太
- アシスタントプロデューサー：明石令奈、稲葉友紀子、大野真希、大平智恵、黒柳法子、児玉芳郎、林田直子、利光ともこ
- フロアディレクター：井上融、東隆志
- フジテレビディレクター：戸渡和孝、渡辺琢、塩谷亮、木村剛、井熊俊博、代々木明徳、相澤雄、青木孝之、赤池新吾、朝倉千代子、新井孝輔、荒井勇輔、池田真梨絵、石川祐樹、石武士、井上真吾、内田光、内山真吾、浦川瞬、遠藤達也、太田旬、大貫翔平、大森千代美、岡部統一、金澤忠信、鎌田健太、唐雅則、かわのけいすけ、北山拓、熊澤美麗、小柴享之、庄司裕暁、城間康男、杉原裕一、鈴木剛、鈴木優、鈴木善貴、高橋正尚、寺田裕、常盤俊郎、中嶋亮介、永田修一、中間拓郎、中村広嗣、西田賢、萩原啓太、林千恵子、萬匠祐基、日置祐貴、廣井敦、福山晋司、藤田賢城、松清弘卓、松本泰治、蜜谷浩弥、箕臼高志、宮﨑能暢、宮崎孝幸、矢﨑裕明、山下俊一、山田賢太郎、山本泰輔、吉川修、吉田悠太、吉田渉、渡辺剛、渡辺資
- フジテレビプロデューサー：亀高美智子、明松功、上妻奈央、飯村徹郎、伊戸川俊伸、及川俊明、亀森幸二、金佐智絵、栗原志帆、寺田久美子、ながさわコーヤ、西敏也、双川正文、松本明美、松本祐紀、三浦雅登、山本布美江
- 本部ディレクター：印田弘幸、小倉伸一、木月洋介、渡辺剛、河井二郎、岡田純一、小林正彦
- 本部プロデューサー：中嶋優一、朝妻一、濱野貴敏、河本晃典、笹川正平
- スーパーバイザー：三宅恵介、石田弘
  - フジテレビバラエティ制作センター オールスタッフ
- 総合演出：竹内誠、出口敬生
- プロデューサー：春名剛生、上野貴央
- チーフプロデューサー：黒木彰一
- 制作：金田耕司、小松純也、佐々木将
- 制作著作：フジテレビ/フジネットワーク27社

## 関連番組

### 事前番組・直前番組
- SMAP×SMAP（2014年7月21日 22:15 - 23:09）
  - 「SMAPよりアイドルな!?ご当地SMAP選手権!」に出場する日本全国各地の「ご当地SMAP」を紹介（前半、27局中13局を紹介。）
- おじゃマップ（2014年7月23日 19:00 - 19:57）
  - 「SMAPよりアイドルな!?ご当地SMAP選手権!」に出場する日本全国各地の「ご当地SMAP」を紹介（後半、27局中14局を紹介。）
- 武器はテレビ。SMAP怒涛の27時間に挑む!○日前スペシャル!!
  - 武器はテレビ。SMAP怒涛の27時間に挑む!5日前スペシャル!!（2014年7月22日 0:50 - 1:00）
  - 武器はテレビ。SMAP怒涛の27時間に挑む!4日前スペシャル!!（2014年7月23日 0:35 - 0:45）
  - 武器はテレビ。SMAP怒涛の27時間に挑む!3日前スペシャル!!（2014年7月24日 1:10 - 1:20）
  - 武器はテレビ。SMAP怒涛の27時間に挑む!2日前スペシャル!!（2014年7月25日 0:35 - 0:44）
  - 武器はテレビ。SMAP怒涛の27時間に挑む!あと18時間スペシャル!!（2014年7月26日 0:50 - 1:00）
  - 武器はテレビ。SMAP怒涛の27時間に挑む!直前スペシャル!!（2014年7月26日 13:30 - 15:00 『土曜スペシャル』枠[注釈 13]）
- 女子アナたちに明日はある（2014年7月26日 3:30 - 4:30[注釈 14]）
  - スペシャルドラマ『俺たちに明日はある』のスピンオフドラマで、主演は市川知宏・三田友梨佳（フジテレビアナウンサー）。

### 事後番組
- めざましテレビ（2014年7月28日 5:25 - 8:00）
  - エンタメコーナーで、27時間テレビのハイライトを主にめざまし朝風呂の部分を中心に放送。
- SMAP×SMAP（2014年7月28日 22:15 - 23:09）
  - 27時間テレビのハイライトと放送終了直後の様子を放送。また、スペシャルドラマ『俺たちに明日はある』の挿入歌「どうか届きますように」の完全版を放送。
- おじゃマップ（2014年7月30日 19:00 - 19:57）
  - 未公開部分や新婦の生い立ち再現VTRを交えた「生でハッピーサプライズ!」完全版を放送。
- ワイドナショー（2014年8月3日 10:00 - 10:55）
  - 前週放送（27時間ナショー）の反省会を、別コーナーに出演していた指原に加え、出演者の東野・松本・三田らが行った。